# Khyalganat
Khyalganat (tiếng Mông Cổ: Хялганат) là một khu định cư kiểu đô thị hay làng (tiếng Mông Cổ: тосгон) ở sum Khangal, tỉnh Bulgan, miền bắc Mông Cổ.

## Địa lý
Khyalganat nằm trên tả ngạn sông Selenge, cách trung tâm sum Khangal 25 km về phía bắc và cách trung tâm sum Selenge 25 km về phía đông. Thành phố Erdenet nằm cách Khyalganat 60 km về phía nam (qua trung tâm sum Khangal).

## Dân số
Dưới đây là dân số Khyalganat qua các năm:
| Năm  | Dân số | Nguồn |
| ---- | ------ | ----- |
| 2006 | 3.100  | [ 1 ] |
| 2008 | 3.264  | [ 2 ] |

## Kinh tế
Nhà máy "Khyalganat" được thành lập vào năm 1972 cho các hoạt động khai thác và cưa rừng. Trong vài năm qua, ngành công nghiệp đó đã không hoạt động hết công suất, do đó, tỷ lệ thất nghiệp đã tăng lên rất nhiều.